# Pablo Gallo (actor)
Pablo Gallo (nacido el 3 de julio de 1989) es un actor español.

## Web Serie
| Año       | Título     | Papel  |
| --------- | ---------- | ------ |
| 2012–2013 | IP-LaSerie | Hugo   |
| 2017–2018 | El Tasi    | Lopera |

## Televisión

### Series
| Año  | Título           | Papel     |
| ---- | ---------------- | --------- |
| 2009 | Física o Química | Episódico |
| 2010 | La pecera de Eva | Episódico |

## Cine

### Largometrajes
| Año  | Título                      | Papel |
| ---- | --------------------------- | ----- |
| 2010 | Clara no es nombre de mujer | Diego |

### Cortometrajes
| Año  | Título                    | Papel                                             |
| ---- | ------------------------- | ------------------------------------------------- |
| 2010 | Juana                     | Luis (Nominado a mejor cortometraje festival ADN) |
| 2011 | La Monomorfosis           | Marcos                                            |
| 2011 | Hasta el final del camino | Mario                                             |
| 2013 | Yo nunca                  | Richi                                             |
| 2014 | Mi vida es el cine        | Efectos                                           |

## Webs y Fansites
- IMDb

- Datos: Q7121630